# Landtagswahl in Sachsen 1990
- LL/PDS: 17
- SPD: 32
- Forum: 10
- FDP: 9
- CDU: 92

- Regierung: 92
- Opposition: 68

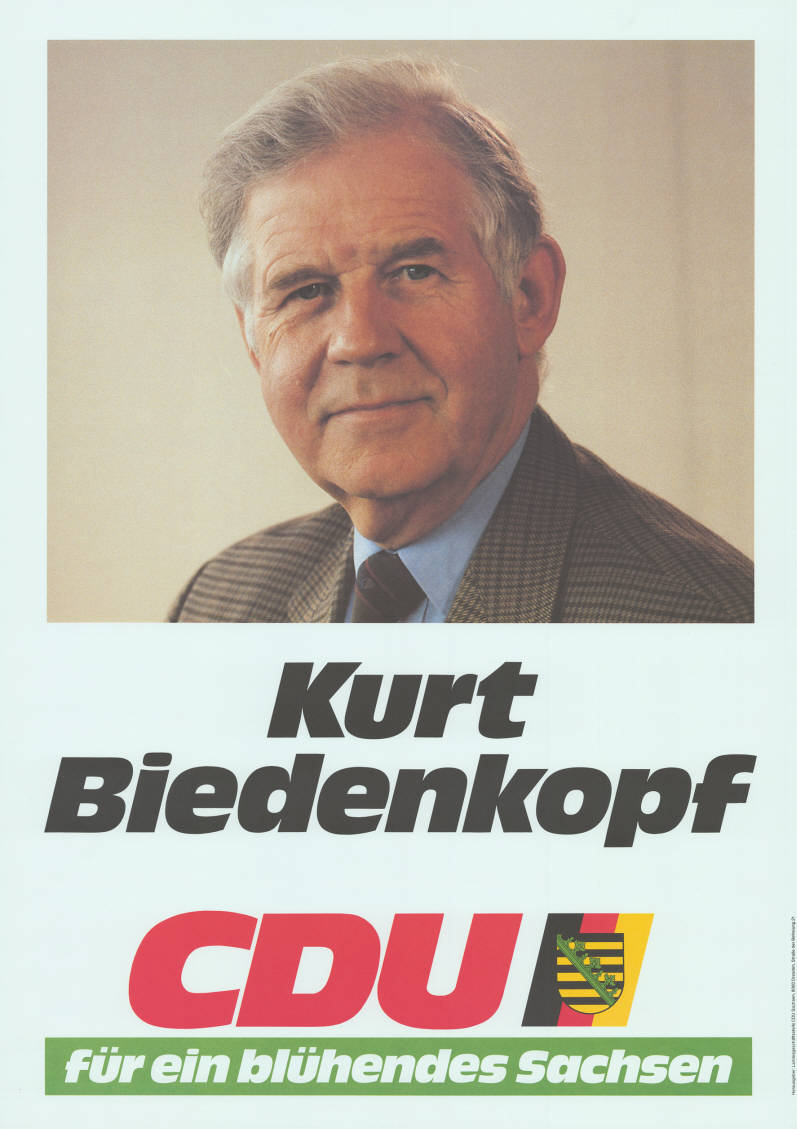
Wahlplakat der Landtagswahl mit dem Spitzenkandidaten der CDU, Kurt Biedenkopf

Die Landtagswahl in Sachsen 1990 war die erste Wahl des Sächsischen Landtags seit der Wiederbegründung des Freistaats Sachsen infolge der Deutschen Wiedervereinigung am 3. Oktober 1990. Sie fand am 14. Oktober 1990 statt.

## Ausgangsposition
Die letzten Landtagswahlen in Sachsen waren die Scheinwahlen von 1950 gewesen. Erst nach der Wende hatte es im März 1990 mit den Volkskammerwahlen die ersten freien Wahlen in der DDR gegeben. Hierbei war die Allianz für Deutschland in allen sächsischen Kreisen die stärkste Partei geworden. Bei den Kommunalwahlen in der DDR 1990 am 6. Mai ergab sich ebenfalls ein starkes Ergebnis für die CDU (das jedoch durch die Stärke freier Wählergemeinschaften niedriger ausfiel als in den Volkskammerwahlen).
| Partei   | Anteil Gemeinde/Stadtratswahlen | Anteil Kreistage/Kreisfreie Städte |
| -------- | ------------------------------- | ---------------------------------- |
| CDU      | 39,8 %                          | 44,6 %                             |
| SPD      | 12,9 %                          | 14,7 %                             |
| PDS      | 17,6 %                          | 21,0 %                             |
| Grüne    | 3,5 %                           | 4,5 %                              |
| FDP      | 8,3 %                           | 7,5 %                              |
| Sonstige | 25,0 %                          | 17,1 %                             |

Es gab regionale Unterschiede. Der sächsische Teil des ehemaligen Bezirks Leipzig war für die Allianzparteien der schwächste, in den Gebieten der alten Bezirke Dresden und Chemnitz ergaben sich deutliche Mehrheiten für CDU und DSU. Parteihochburgen der CDU waren die ländlichen Gebiete und Orte bis 50.000 Einwohnern, SPD und PDS hatten ihre Hochburgen in Großstädten. Konfessionell Gebundene wählten mit deutlicher Mehrheit CDU, nicht konfessionelle Wähler entschieden sich häufiger für die in PDS umbenannte ehemalige Staatspartei SED.

## Wahlkampf
Die CDU trat mit dem seit Anfang des Jahres 1990 an der Universität Leipzig Wirtschaftsrecht lehrenden Kurt Biedenkopf als Spitzenkandidat an. In den Mittelpunkt des Programms stellte die CDU vier Punkte: Erstens gelte es, das Land Sachsen wieder zu erschaffen, die Vielfalt der Regionen zu beachten und die kommunale Ebene zu stärken. Zweitens sei die Erneuerung der Wirtschaft vor dem Hintergrund ihrer sozialen und ökologischen Verantwortung voranzutreiben. Drittens müssten die Sektoren Bildung, Forschung und Entwicklung an die westlichen Standards angepasst werden. Und viertens sei es unerlässlich, auf Basis der neuen Wirtschafts- und Gesellschaftsordnung Sachsen als traditionelles Kulturland wiederzubeleben. Der zentrale Wahlslogan „Für ein blühendes Sachsen“ knüpfte an das Wort Helmut Kohls von den blühenden Landschaften an. Daneben wurden die Leitslogans „Für ein starkes Sachsen“ und „Es geht um Sachsen“ verwendet. Der Wahlkampf wurde durch die Bundespartei und die CDU Baden-Württemberg unterstützt.
Auch der Wahlkampf der SPD wurde durch die Bundespartei und die SPD Nordrhein-Westfalen unterstützt. Dies war insbesondere deswegen wichtig, da die Partei zum Jahresende 1990 in Sachsen nur 4.300 Mitglieder zählte und damit gegenüber PDS und CDU deutlich kleiner war. Ein Problem der SPD war, dass Symbole der Sozialdemokratie, wie rote Fahnen, die Anrede „Genosse“ und der Begriff Sozialismus, gesellschaftlich weitgehend diskreditiert und von der PDS weitergeführt wurden. Die Sozialdemokraten ersetzten daher im Wahlkampf das Wort „Sozialismus“ durch „Solidarität“ und präsentierten sich als „Partei der sozialen Gerechtigkeit“, als „Partei der sozialen Kompetenz“. Kern der Programmatik war ein „Drei-Punkte-Plan“: Erstens sollte eine „gewaltige Investitionsoffensive in Sachsen“ angeregt werden, die privates Kapital anzieht und einen leistungsstarken Mittelstand aufbaue. Zweitens sollte dies im Rahmen eines „ökologischen Umbaus der sächsischen Industrie“ geschehen. Drittens wurde eine „Qualifizierungsoffensive für die Arbeitnehmer“ gefordert. Als Spitzenkandidatin trat Anke Fuchs an. Genauso wie Biedenkopf, hatte sie angekündigt, nur im Falle eines Wahlsieges in Sachsen bleiben zu wollen.
Die DSU-Kampagne „Für Sachsen ein Sachse“ mit dem Spitzenkandidaten Jürgen Schwarz griff dieses Thema auf und versuchte damit lokale Verwurzelung zu demonstrieren.
Die PDS verfügte mit rund 71.500 Mitgliedern (Ende 1990) über die meisten Mitglieder und hatte allein im Bezirk Dresden Mitte des Jahres noch 496 Hauptamtliche. Die PDS war jedoch weiterhin im Niedergang und politisch isoliert. Um diese Isolation zu brechen und Konkurrenz von links zu vermeiden, schloss sie ein Wahlbündnis mit der Marxistischen Partei Die Nelken, der KPD, der FDJ und der Marxistischen Jugendvereinigung Junge Linke und trat als „Linke Liste – PDS“ zu Wahl an. Die PDS stellte sich als neue, demokratische Partei, die personell wie programmatisch nichts mehr mit der SED zu tun habe, dar. Mit dem Leitslogan „Für ein demokratisches und sozial gerechtes Sachsen“ und der vielfachen Verwendung von Willy Brandts Losung „Mehr Demokratie wagen“ versuchte sie von der eigenen Politik als Staatspartei abzulenken. Inhaltlich wurden zum einen sachliche Themen wie Frieden und Entmilitarisierung, Ökologie, Kultur, Marktwirtschaft und soziale Sicherheit thematisiert. Daneben versuchte sie die Verlierer transformationsbedingte Verwerfungen anzusprechen und die Eliten der ehemaligen DDR zu binden. Die Forderung nach dem Bewahren von „DDR-Errungenschaften“ und das Thema Arbeitslosigkeit spielte in diese Richtung.

## Umfragen
In allen Umfragen war die CDU mit Abstand die stärkste Partei. Biedenkopf hatte eine Bekanntheit von etwa drei Viertel der Wahlberechtigten. Er war auch der populärste Kandidat: In der Frage, wen die Wähler lieber als Ministerpräsidenten in Sachsen sähen, stimmten 56 Prozent für Biedenkopf und nur 33 Prozent für Fuchs.

## Wahlmodus
Die 160 Abgeordneten des 1. sächsischen Landtags wurden zur Hälfte direkt und zur anderen Hälfte nach Verhältniswahl gewählt. Der Freistaat Sachsen wurde in 80 Wahlkreise mit insgesamt 5106 Wahlbezirken eingeteilt. Die Sitzverteilung erfolgte nach dem Hare/Niemeyer-Verfahren.

## Ergebnis
Bei einer Wahlbeteiligung von 72,8 % erreichte die CDU unter ihrem Spitzenkandidaten Kurt Biedenkopf die absolute Mehrheit der Stimmen und der Abgeordneten im Sächsischen Landtag. Sie gewann zudem alle 80 Direktmandate.
| Listen                                                              | Listen            | Erststimmen | Erststimmen | Erststimmen | Zweitstimmen | Zweitstimmen | Zweitstimmen | Mandate Gesamt |
| Listen                                                              | Listen            | Stimmen     | %           | Mandate     | Stimmen      | %            | Mandate      | Mandate Gesamt |
| ------------------------------------------------------------------- | ----------------- | ----------- | ----------- | ----------- | ------------ | ------------ | ------------ | -------------- |
|                                                                     | CDU               | 1.321.619   | 50,8        | 80          | 1.417.332    | 53,8         | 12           | 92             |
|                                                                     | SPD               | 458.385     | 17,6        | –           | 502.722      | 19,1         | 32           | 32             |
|                                                                     | Linke Liste-PDS   | 286.432     | 11,0        | –           | 269.420      | 10,2         | 17           | 17             |
|                                                                     | FORUM 1           | 183.182     | 7,0         | –           | 147.543      | 5,6          | 10           | 10             |
|                                                                     | FDP               | 173.556     | 6,7         | –           | 138.376      | 5,3          | 9            | 9              |
|                                                                     | DSU               | 150.399     | 5,8         | –           | 94.347       | 3,6          | –            | –              |
|                                                                     | NPD               | –           | –           | –           | 17.727       | 0,7          | –            | –              |
|                                                                     | DA                | 8.775       | 0,3         | –           | 14.894       | 0,6          | –            | –              |
|                                                                     | Liga              | –           | –           | –           | 12.851       | 0,5          | –            | –              |
|                                                                     | DBU               | 5.724       | 0,2         | –           | 12.530       | 0,5          | –            | –              |
|                                                                     | RAP               | 398         | 0,0         | –           | 3.232        | 0,1          | –            | –              |
|                                                                     | SHB               | –           | –           | –           | 2.448        | 0,1          | –            | –              |
|                                                                     | 6 Einzelbewerber  | 14.918      | 0,6         | -           | –            | –            | –            | –              |
| Gesamt                                                              | Gesamt            | 2.603.388   | 100         | 80          | 2.633.422    | 100          | 80           | 160            |
|                                                                     |                   |             |             |             |              |              |              |                |
| Ungültige Stimmen                                                   | Ungültige Stimmen | 96.336      | 3,6         |             | 66.302       | 2,5          |              |                |
| Wähler                                                              | Wähler            | 2.699.724   | 72,8        |             | 2.699.724    | 72,8         |              |                |
| Wahlberechtigte                                                     | Wahlberechtigte   | 3.709.210   |             |             | 3.709.210    |              |              |                |
|                                                                     |                   |             |             |             |              |              |              |                |
| Quellen: Landtagswahlen 10/90, Stimmen - Statistik Sachsen, Mandate |                   |             |             |             |              |              |              |                |

- 1 Neues Forum/Bündnis/Grüne

Für die gewählten Abgeordneten siehe die Liste der Mitglieder des Sächsischen Landtags (1. Wahlperiode), für die gewählte Regierung siehe Kabinett Biedenkopf I.